# Nadia van Beerschoten
Nadia van Beerschoten (20 november 1993) is een Nederlands voetbalster die als middenvelder speelt.
Vanaf de zomer van 2012 kwam ze uit voor FC Utrecht. Sinds 2014 speelt ze voor ADO Den Haag.
Daarnaast is ze sinds 2019 werkzaam als verpleegkundige.

## Statistieken
| Seizoen                   | Club       | Land      | Competitie            | Wed. | Goals |
| ------------------------- | ---------- | --------- | --------------------- | ---- | ----- |
| 2012/13                   | FC Utrecht | Nederland | BeNe League Orange    | 13   | 1     |
| 2012/13                   | FC Utrecht | Nederland | Women's BeNe League B | 0    | 0     |
| Totaal                    | Totaal     | Totaal    | Totaal                | 13   | 1     |
| Bijgewerkt tot 2 mei 2013 |            |           |                       |      |       |